# Жуковская (Вельский район)
Жуковская — деревня в Вельском районе Архангельской области России. Входит в состав Пуйского сельского поселения.

## География
Деревня находится в южной части Архангельской области, в таёжной зоне, в пределах северной части Русской равнины, на правом берегу реки Большая Чурга, на расстоянии примерно 53 километров (по прямой) к северо-востоку от города Вельска, административного центра района. Абсолютная высота — 41 метр над уровнем моря.
Климат
Климат характеризуется как умеренно континентальный, с прохладным и дождливым летом. Средняя температура воздуха самого холодного месяца (января) составляет −12,7 °C; самого тёплого месяца (июля) — 18 °C. Среднегодовое количество атмосферных осадков составляет 763,7 мм.
Часовой пояс
Жуковская, как и вся Архангельская область, находится в часовой зоне МСК (московское время). Смещение применяемого времени относительно UTC составляет +3:00.

## История
В «Списке населенных мест Российской империи», изданном в 1861 году, населённый пункт упомянут как деревня Шенкурского уезда (1-го стана), расположенная в 70 верстах от уездного города Шенкурска. В деревне насчитывалось 10 дворов и проживало 88 человек (40 мужчин и 48 женщин).
По состоянию на 1920 год, в Жуковской имелось 17 дворов и проживало 124 человека (48 мужчин и 76 женщин). В административном отношении деревня входила в состав Воскресенского общества Воскресенской волости Шенкурского уезда.

## Население
| 2002 | 2010 | 2012 | 2014 |
| ---- | ---- | ---- | ---- |
| 0    | ↗3   | ↘1   | →1   |